# Тиччи, Стефано
Стефано Тиччи (итал. Stefano Ticci, 13 мая 1962, Форте-дей-Марми, Италия) — итальянский бобслеист, разгоняющий, выступавший за сборную Италии в конце 1980-х — начале 1990-х годов. Принимал участие в четырёх зимних Олимпийских играх, бронзовый призёр Лиллехаммера, чемпион Европы.

## Биография
Стефано Тиччи родился 13 мая 1962 года в коммуне Форте-дей-Марми. Став членом главной сборной страны, уже в конце 1980-х годов начал показывать вполне достойные результаты на Кубке мира. Благодаря этим успешным заездам в 1988 году его вместе с напарником Марко Белодисом взяли защищать честь Италии на Олимпийские игры в Сараево, тем не менее, добраться до призовых позиций команде не удалось: девятое место среди двоек и восьмое среди четвёрок.
На Игры 1988 года в Калгари Тиччи поехал уже с другим пилотом, Иво Ферриано, но результаты оказались ещё хуже, чем в прошлый раз. Вдвоём они финишировали лишь девятнадцатыми, а в состязаниях четырёхместных экипажей смогли добраться только до десятого места. Перед Олимпиадой 1992 года в Альбервиле спортсмен стал выступать в одной команде с многообещающим бобслеистом немецкого происхождения Гюнтером Хубером, в зачёте двоек они боролись за призовые места, но по итогам всех заездов оказались на пятой позиции. Итальянская четвёрка проехала ещё хуже, очутившись на двенадцатом месте.
Наиболее успешными для Тиччи вышли Олимпийские игры 1994 года в Лиллехаммере, где они с Хубером завоевали бронзовые медали программы двоек. В этом же году он стал чемпионом Европы среди четвёрок, показав во французском Ла-Плане лучшую скорость. После этих соревнований принял решение завершить карьеру профессионального спортсмена.